# Piet Velthuizen
Piet Velthuizen (ur. 3 listopada 1986 w Nijmegen) – holenderski piłkarz występujący na pozycji bramkarza. Od 2016 gra w Hapoelu Hajfa.

## Kariera klubowa
Piet Velthuizen zawodową karierę rozpoczynał w 2006 w SBV Vitesse. W debiutanckim sezonie pełnił rolę rezerwowego dla Haralda Wapenaara i w pierwszym zespole po raz pierwszy wystąpił 31 grudnia w zremisowanym 2:2 meczu z Heraclesem. Zimą Wapenaar został wypożyczony do Sparty Rotterdam, a w jego miejsce do Vitesse przybył z FC Nantes Serb Vladimir Stojković. Początkowo to on miał być pierwszym bramkarzem w zespole z Arnhem, jednak z biegiem czasu trener Aad de Mos do wyjściowej jedenastki zaczął wystawiać właśnie Velthuizena. Następnie do pierwszego składu powrócił Stojković, lecz w ostatnim meczu ligowych rozgrywek z PSV Eindhoven bramki Vitesse ponownie strzegł Velthuizen.
Latem 2007 Wapenaar na stałe został zawodnikiem Sparty, natomiast Stojković podpisał kontrakt ze Sportingiem CP. W sezonie 2007/2008 podstawowym bramkarzem Vitesse został Velthuizen, natomiast rolę jego zmienników pełnili Węgier Balázs Rabóczki oraz Stephan Veenboer. W pierwszych trzech meczach ligowych rozgrywek Velthuizen wpuścił trzy gole, a w pojedynku z zespołem NEC Nijmegen został wybrany najlepszym piłkarzem meczu. W grudniu Holender podpisał z klubem nowy kontrakt, który miał obowiązywać do 2011.
W sierpniu 2010 Velthuizen przeniósł się do beniaminka Primera División – Hérculesa. Po spadku tego klubu wrócił do Vitesse Arnhem. Latem 2016 przeszedł do Hapoelu Hajfa.

## Kariera reprezentacyjna
Velthuizen ma za sobą występy w reprezentacji Holandii do lat 21. Zadebiutował w niej 16 października 2007 w wygranym 4:0 spotkaniu przeciwko Szkocji i od tego czasu stał się jej pierwszym bramkarzem.
Następnie Velthuizen znalazł się w kadrze na Igrzyska Olimpijskie w Pekinie. Holendrzy z turnieju piłkarskiego zostali wyeliminowani już w ćwierćfinale, kiedy to przegrali po dogrywce 1:2 z Argentyną. Na igrzyskach Velthuizen niespodziewanie pełnił jednak rolę rezerwowego dla Kennetha Vermeera i nie wystąpił w żadnym z czterech meczów "Oranje". Trener olimpijskiej drużyny – Foppe de Haan argumentował swoją decyzję tym, że Vermeer ze względu na dwa udziały w Mistrzostwach Europy U-21 jest bardziej doświadczonym graczem niż Velthuizen.
W seniorskiej reprezentacji Holandii Velthuizen zadebiutował 5 września 2009 w zwycięskim 1:0 towarzyskim spotkaniu z Japonią. Bramkarz Vitesse w przerwie meczu zmienił Michela Vorma.